# 去氢丹参新酮
去氢丹参新酮是一种三环二萜有机化合物，分子式C19H20O2，存在于红根草（Salvia prionitis）、丹参（Salvia miltiorrhiza）等植物中。